# Tempo (Sandnes)

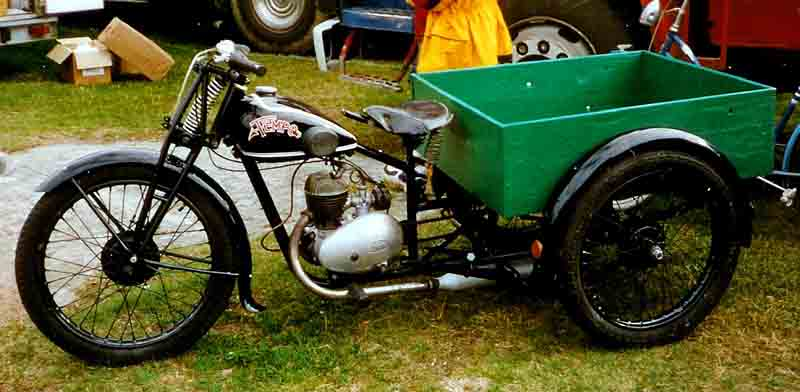
Tempo triporteur

Tempo is een historisch merk van motorfietsen.
De Noorse Jonas Oglaend Sykkelfabrikken Aksjeselskap uit Sandnes begon in 1949 onder de naam Tempo met de productie van lichte motorfietsen, met motoren van ILO, Villiers, CZ en Sachs. In het algemeen waren het blokjes van 49- en 123 cc.
- Er was nog een merk met de naam Tempo, zie Tempo (Duitsland).